# Democraten van de 21ste eeuw
Democraten van de 21ste eeuw (D21) was een politieke partij in Suriname van 2000 tot 2010. De partij kwam voort uit de KTPI en ging later op in Pertjajah Luhur. De partijleider was Soewarto Moestadja die ervoor en erna verschillende ministersposten heeft bekleed.

## Geschiedenis
De oorsprong van de partij ligt aan het eind van de regering van president Wijdenbosch (1996-2000). Nadat Wijdenbosch onenigheid had gekregen met zijn partijgenoot Desi Bouterse trok hun Nationale Democratische Partij de steun voor de regering van Wijdenbosch in.
De KTPI maakte met vijf ministers deel uit van de regering en voorzitter Willy Soemita sloot zich aan bij de keuze van Bouterse. Drie van de ministers waren het niet eens met de KTPI-leiding en bleven Wijdenbosch steunen. Een van hen was Soewarto Moestadja. In deze tijd leidde hij meerdere ministeries en vlak voor de verkiezingen van 2000 was hij een van de oprichters van Democraten van de 21ste eeuw. Tijdens de verkiezingen van 2000 behaalde D21 geen zetels.
Vijf jaar later deed de partij mee aan de A1-Combinatie, samen met Democratisch Alternatief '91, de Politieke Vleugel van de FAL en Trefpunt 2000. Samen behaalden ze drie zetels, maar hier zat geen afgevaardigde bij van D21. De A1-Combinatie onderhandelde nog met het Nieuw Front voor Democratie en Ontwikkeling om het Ministerie van Landbouw, Veeteelt en Visserij binnen te halen, maar dit werd geblokkeerd door het Nieuw Front-lid VHP die principieel tegen was. DA'91 besloot daarop genoegen te nemen met het ministerie van Planning en Ontwikkelingssamenwerking, wat een eerste scheuring in de alliantie betekende. Binnen A1 stonden de verhoudingen verder onder druk omdat Moestadja naar Pertjajah Luhur (PL) neigde van Paul Somohardjo. De formele breuk van D21 met A1 vond plaats in 2008.
D21 besloot zich op 16 maart 2010 op te heffen en op te gaan in PL. Moestadja was vervolgens voor de tweede plek op de lijst van Paramaribo voorzien. De PL deed dat jaar mee met een aantal andere partijen in de VolksAlliantie.